# Noufou Minoungou
Noufou Minoungou, né le 31 décembre 1988, est un coureur cycliste burkinabé, membre du Rail Club du Kadiogo.

## Biographie
En 2015, il dispute quelques courses sur le circuit amateur français, au Véloce Club Pontivyen en Bretagne. Il est accompagné à cette occasion par son compatriote Abdoul Aziz Nikiéma,.

## Palmarès
- 2010
  - Tour du Togo :
    - Classement général
    - 1re étape

  - Grand Prix Onatel
  - Grand Prix du SND
- 2011
  - Tour du Togo :
    - Classement général
    - 1re et 6e étapes
- 2012
  - Tour du Togo :
    - Classement général
    - 6e étape
- 2016
  - Grand Prix des Caisses Populaires
  - 3e du Tour du Bénin
- 2019
  - Grand Prix 14[3]
  - Grand Prix de la FBC[4]
- 2021
  - Grand Prix 14[5]

## Classements mondiaux
| Année           | 2015 | 2016 | 2017 | 2018 | 2019 |
| --------------- | ---- | ---- | ---- | ---- | ---- |
| UCI Africa Tour | 182e |      |      |      | 125e |